# Wąwóz Kamieńczyka

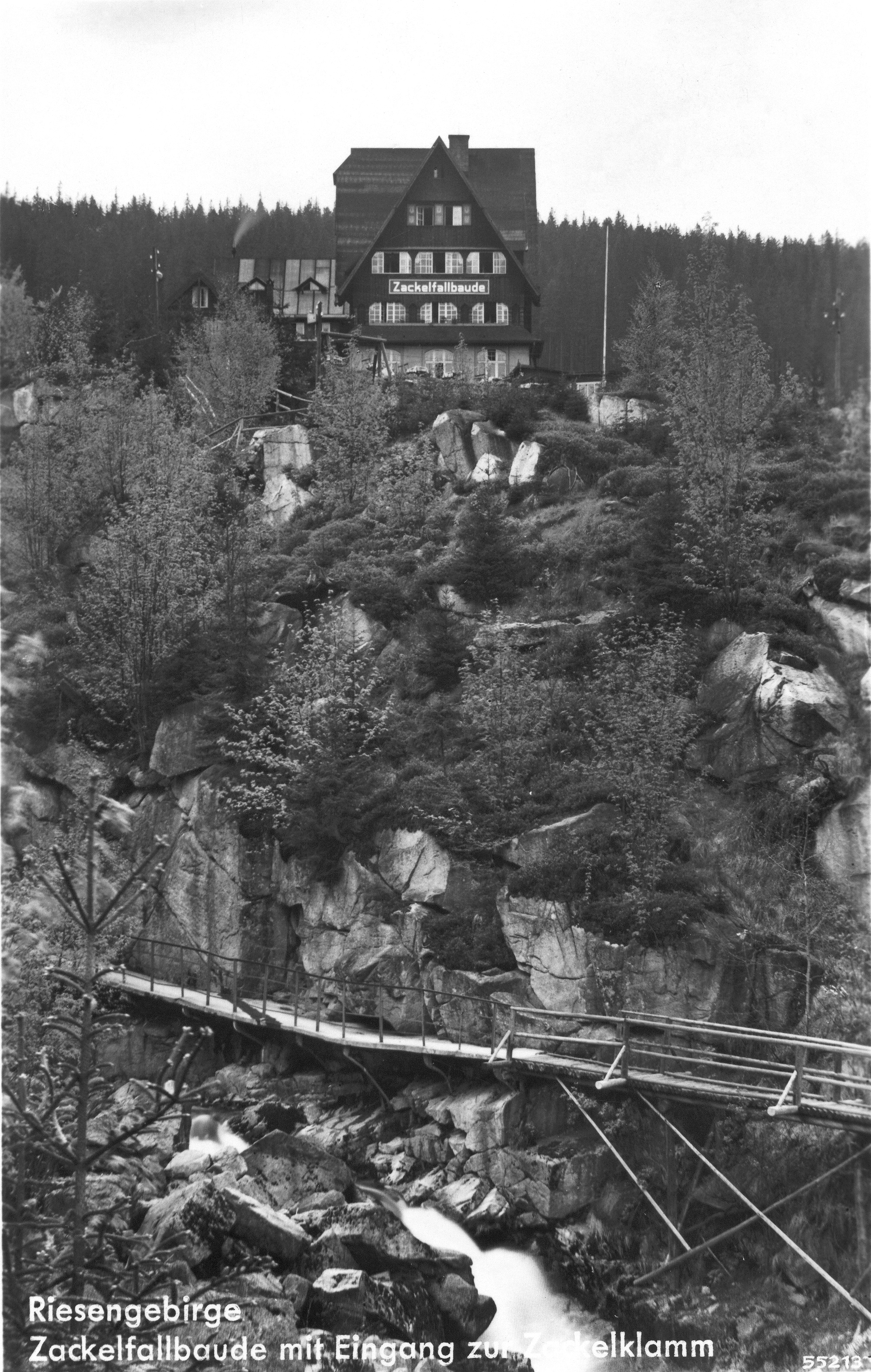
Kładki w Wąwozie Kamieńczyka (karta poczt., I poł. XX w.)

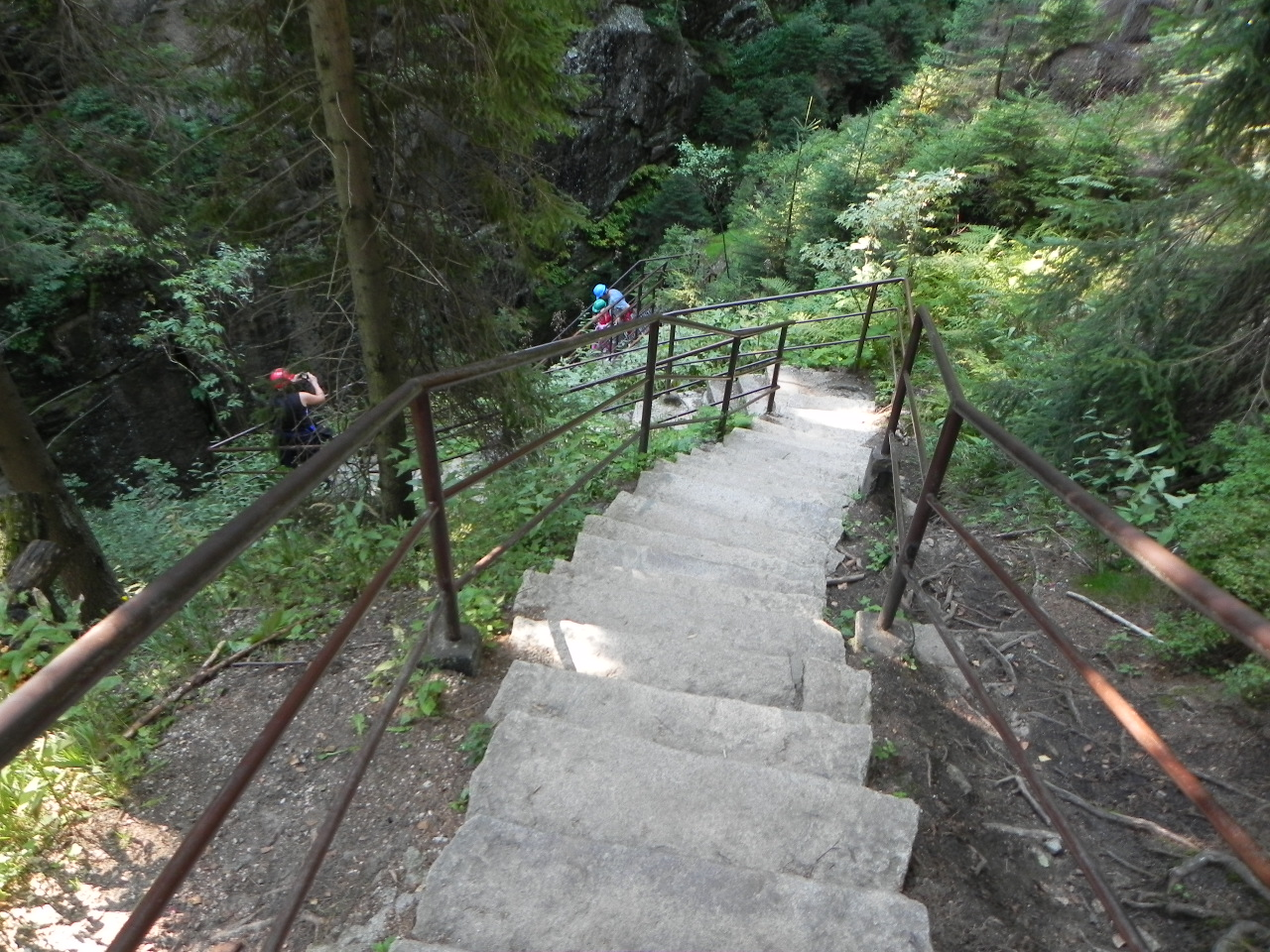
Zejście do Wąwozu Kamieńczyka (2011 r.)

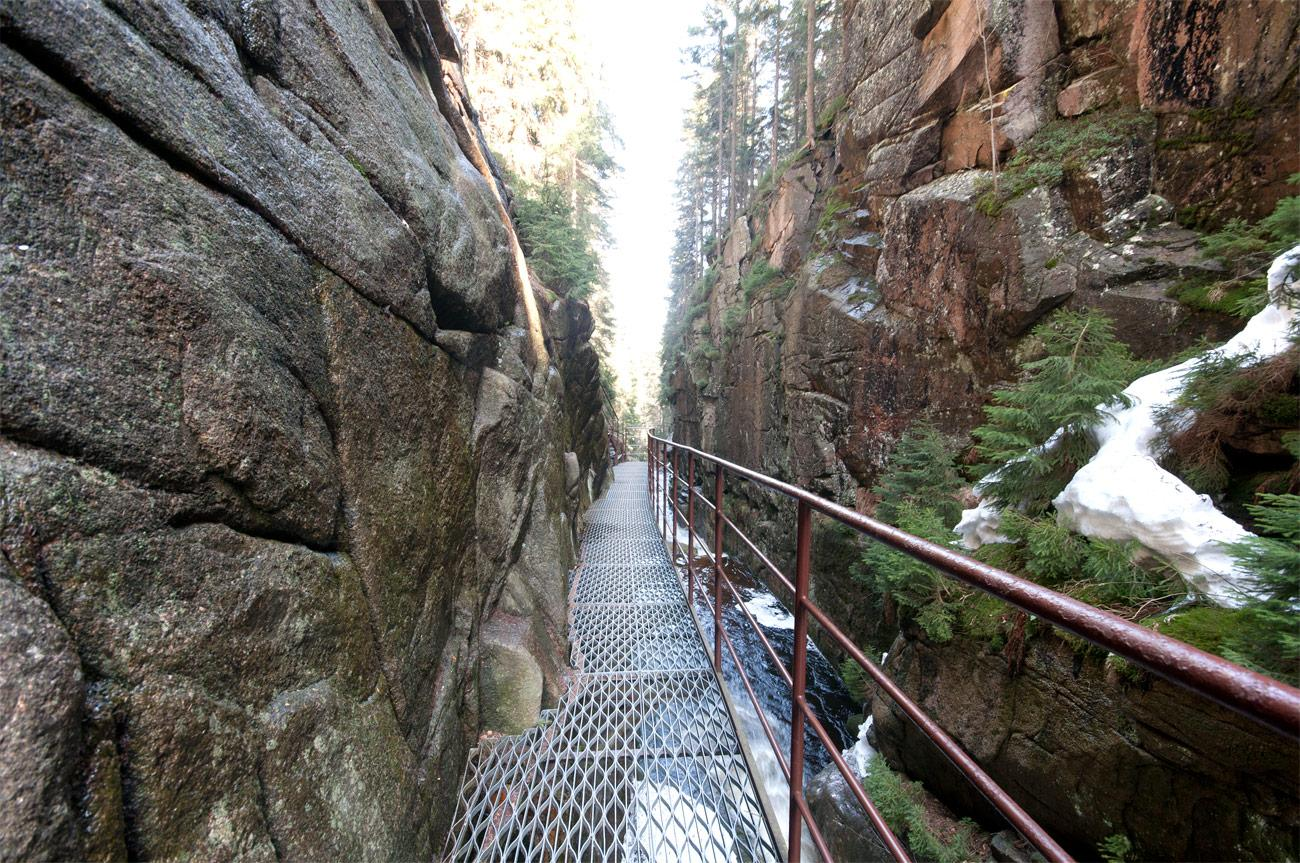
Podest w Wąwozie Kamieńczyka (2012 r.)

Wąwóz Kamieńczyka – wąwóz w północnej (polskiej) części Karkonoszy, na terenie Szklarskiej Poręby, którym spływa potok Kamieńczyk.
Wąwóz znajduje się w środkowej części biegu potoku, tuż poniżej Wodospadu Kamieńczyka. Jest to młody wąwóz wciosowy, będący wynikiem działania erozji wstecznej potoku i stopniowego cofania się progu wodospadu. Dowodem na to jest szereg kotłów eworsyjnych różnej wielkości, usytuowanych w korycie potoku w wąwozie, a także widoczne na jego ścianach, kilka metrów ponad obecnym poziomem potoku, erozyjne wymycia dokonane przez wodę. U dolnego wylotu wąwozu widoczne są ślady stosunkowo niedawno skruszonego rygla skalnego. Szerokość wąwozu przy wodospadzie wynosi około 15 m, a niżej zmniejsza się nawet do 3 metrów. Ściany mają wysokość do 25 metrów.
Wąwóz był zagospodarowany przez ludzi już od ok. 1800 r., kiedy potokiem zaczęto spławiać drewno dla miejscowych hut szkła. Na dno dostawano się po drabinach, natomiast wzdłuż całej długości wąwozu biegł wąski, drewniany pomost umocowany do skały. Wiosną, gdy odbywał się spław dzięki wysokiemu poziomowi wody, pochodzącej z topniejących śniegów, w wąwozie często tworzyły się zatory. Specjalni pracownicy rozładowywali je bosakami, operując ze wspomnianych pomostów.
Z czasem, gdy zasoby drewna w górze potoku zaczęły się wyczerpywać, a Szklarska Poręba zaczęła być coraz częściej odwiedzana przez turystów, zarówno wąwóz jak i Wodospad Kamieńczyka urosły do rangi sporej atrakcji turystycznej. M. in. w poetyckiej formie opisał go ok. 1850 r. Bogusz Zygmunt Stęczyński w swym dziele pt. „Sudety, jako dalszy ciąg poematu Tatry w 24 pieśniach (...)”.
W obliczu rosnącego ruchu turystycznego w 1890 r. z inicjatywy Riesengebirgsverein wybudowano nowe schody do wąwozu od hotelu górskiego oraz betonowy pomost wiodący ku wodospadowi. W 1962 r. ułatwienia te poddano generalnemu remontowi.
Stałym zagrożeniem dla turystów udających się przez Wąwóz Kamieńczyka do stóp wodospadu były bloki skalne i mniejsze kamienie, spadające samoistnie z wysokich zboczy. W wytycznych Prezydium Wojewódzkiej Rady Narodowej we Wrocławiu, przyjętych w lutym 1969 r., uznano rejon wodospadu za miejsce szczególnie niebezpieczne i wymagające szczególnej ostrożności. Było to uzasadnione, gdyż 27 czerwca 1973 r., po dwudniowych opadach, uwolniony spod korzeni drzewa głaz spadł na grupę turystów w wąwozie, zabijając dwie osoby – matkę i 10-letnią córkę. W wyniku tego dostęp do wodospadu został zamknięty. Otwarto go ponownie dopiero w październiku 1980 r., po oczyszczeniu zboczy z luźnego materiału skalnego i przeprowadzeniu pierwszych prac umacniających przy pomocy metalowych siatek.
W lutym 1985 r. wobec obaw o kolejne obrywy dojście do wąwozu i wodospadu ponownie zamknięto. W tym czasie prowadzono dalsze prace zabezpieczające, podczas których 22 października 1990 r. oberwał się kolejny głaz, który rozbił betonowy pomost. Wodospad otwarto dla turystów dopiero w 1991 r. W celu podniesienia bezpieczeństwa wprowadzono obowiązek schodzenia do wąwozu w kaskach, pobieranych przy kasie u wejścia do wąwozu.